# Patricia Girard
Patricia Girard-Léno, francoska atletinja, * 8. april 1968, Pointe-à-Pitre, Guadeloupe,  Francija.
Nastopila je na poletnih olimpijskih igrah v letih 1988, 1992, 1996 in 2000, leta 1996 je osvojila bronasto medaljo v teku na 100 m z ovirami, ob tem je osvojila še četrto, šesto in sedmo mesto v štafeti 4x100 m. Na svetovnih prvenstvih je v slednji disciplini osvojila naslov prvakinje leta 2003 ter srebrno in bronasto medaljo, na svetovnih dvoranskih prvenstvih dve bronasti medalji v teku na 60 m z ovirami, na evropskih dvoranskih prvenstvih pa dve zlati ter srebrno in bronasto medaljo v teku na 60 m z ovirami ter bronasto medaljo v teku na 60 m. Leta 1990 je prejela dvoletno prepoved nastopanja zaradi dopinga.